# Euschistospiza
Euschistospiza är ett litet fågelsläkte i familjen astrilder inom ordningen tättingar. Släktet omfattar endast två arter som förekommer i Väst- och Centralafrika:
- Rödryggig droppastrild (E. dybowskii)
- Rödsidig droppastrild (E. cinereovinacea)